# Baterie i reduta Żabbar
Baterie i reduta Żabbar (malt. Batteriji u Ridott ta’ Ħaż-Żabbar, ang. Żabbar Batteries and Redoubt) był to szereg baterii artyleryjskich oraz reduta w Żabbar na Malcie, zbudowany przez maltańskich powstańców podczas blokady Francuzów w latach 1798–1800. Była częścią łańcucha redut, baterii i umocnień okrążających francuskie pozycje w Marsamxett i Grand Harbour.
Żabbar był najbliżej leżącym miastem do okupowanych przez Francuzów fortyfikacji portowych. Miasto było nieustannie ostrzeliwane z Cottonera Lines. Mieszkańcy, w obawie przed atakiem, zabarykadowali ulice oraz zbudowali baterie i redutę. Na fortyfikacje w Żabbar składały się:
- bateria koło kościoła parafialnego, która była uzbrojona w dwa działa
- bateria blokująca drogę do Bramy Notre Dame
- bateria i reduta blokujące południowo-zachodnią flankę wioski. Reduta była typu pietra a secco, podobna do odkrytej w Wieży św. Agaty

Baterie były wyposażone w podziemne schrony, lub były zadaszone, aby ochraniać obsługę dział. Komendantem obrońców był Clemente Ellul, a jego zastępcami – Giuseppe Cachia i Giuseppe Ellul.
Tak, jak i inne fortyfikacje blokujące Francuzów, baterie i reduta Żabbar zostały prawdopodobnie zburzone zaraz po zlikwidowaniu blokady. Do dziś nie zachowały się żadne pozostałości po właściwych bateriach czy reducie. Zachowało się tylko kilka budynków, w tym wiatrak, które były przyłączone do reduty.